# Pegunungan Fakfak
Pegunungan Fakfak är en bergskedja i Indonesien.   Den ligger i provinsen Papua Barat, i den östra delen av landet, 2 800 km öster om huvudstaden Jakarta.
Pegunungan Fakfak sträcker sig 106 km i sydostlig-nordvästlig riktning. Den högsta punkten är 1 444 meter över havet.
Topografiskt ingår följande toppar i Pegunungan Fakfak:
- Baham
- Gunung Weri
- Patimun
- Samai